# Fadenia
Fadenia és un gènere extint dels holocèfals de l'ordre Eugeneodontiformes del Permià que vivia per la zona de l'actual Groenlàndia i el Canadà.